# Contea di Vaifanua
La contea di Vaifanua, in inglese Vaifanua county, è una delle quattordici suddivisioni amministrative di secondo livello, delle Samoa Americane. L'ente fa parte del Distretto orientale, ha una superficie di 11,18 km² e 2.249 abitanti.

## Geografia fisica
Vaifanua comprende due zone dell'isola Tutuila, separate dalla Contea di Sua: un settore occidentale delimitato dalla  Tafeu cove e la  baia di Vatia; una parte orientale compresa tra la baia di 'Aoa e l'estremità orientale di Tutuila. Ne fa parte anche l'isola Pola.

### Riserve naturali
- Parco nazionale delle Samoa americane
- Vaiava strait national natural landmark

### Contee confinanti
- Contea di Vaifanua (Distretto orientale) -  nord-ovest-est
- Contea di Ma'Oputasi (Distretto orientale) -  sud-ovest
- Contea di Sa'Ole (Distretto orientale) - sud-est
- Contea di Sua (Distretto orientale) - est-ovest

### Principali strade
- American Samoa Highway 001, principale collegamento stradale dell'isola Tutuila. Collega Leone a Faga'itua.

## Villaggi
La contea comprende 5 villaggi:
- Alao
- 'Aoa
- Onenoa
- Tula
- Vatia